# Fat Larry's Band
Fat Larry's Band è stato un gruppo musicale statunitense di Filadelfia noto per il brano Act Like You Know del 1982.

## Storia
Il gruppo fu creato da Larry James (2 agosto 1949 – 5 dicembre 1987) che era appunto grasso (fat in lingua inglese). Il loro brano di maggior successo, Act Like You Know, si piazzò al secondo posto della classifica inglese Official Singles Chart nell'ottobre 1982 ; fu anche colonna sonora del videogioco Grand Theft Auto: Vice City del 2002.
Larry James morì di infarto nel 1987, dopodiché il gruppo si sciolse.

## Discografia

### Album
| Anno                         | Titolo                  | Piazzamento in classifica | Piazzamento in classifica |
| Anno                         | Titolo                  | US R&B                    | UK                        |
| ---------------------------- | ----------------------- | ------------------------- | ------------------------- |
| 1976                         | Feel It                 | —                         | —                         |
| 1977                         | Off the Wall            | —                         | —                         |
| 1978                         | Spacin' Out             | —                         | —                         |
| 1979                         | Lookin' for Love        | —                         | —                         |
| 1980                         | Stand Up                | 72                        | —                         |
| 1982                         | Breakin' Out            | —                         | 58                        |
| 1983                         | Straight from the Heart | —                         | —                         |
| 1986                         | Nice                    | —                         | —                         |
| "—" indica non classificato. |                         |                           |                           |

### Raccolte
- 1994 - The Best of Fat Larry's Band
- 1995 - Greatest Hits

### Brani
| 1976                                                           | Center City                              | —  | —  | ―  | 31 |               |
| 1976                                                           | Fascination                              | 39 | —  | ―  | ―  |               |
| 1977                                                           | Peaceful Journey                         | —  | 94 | —  | —  |               |
| 1978                                                           | We Just Can't Get It Together            | ―  | ―  | ―  | ―  |               |
| 1979                                                           | Boogie Town                              | —  | 43 | ―  | —  |               |
| 1979                                                           | Here Comes the Sun                       | 39 | 44 | ―  | —  |               |
| 1979                                                           | Lookin' for Love Tonight                 | 27 | 47 | —  | 46 |               |
| 1980                                                           | Can't Keep My Hands to Myself            | ―  | —  | —  | ―  |               |
| 1980                                                           | How Good Is Love                         | ―  | 78 | ―  | ―  |               |
| 1982                                                           | Act Like You Know                        | 24 | 67 | ―  | —  |               |
| 1982                                                           | Be My Lady                               | ―  | ―  | ―  | —  |               |
| 1982                                                           | Traffic Stopper                          | ―  | ―  | ―  | —  |               |
| 1982                                                           | Zoom                                     | ―  | 89 | 10 | 2  | - BPI: Silver |
| 1983                                                           | Stubborn Kind of Fellow                  | ―  | ―  | ―  | 83 |               |
| 1983                                                           | Straight from the Heart                  | ―  | ―  | ―  | 88 |               |
| 1983                                                           | Don't Let It Go to Your Head             | ―  | ―  | ―  | 93 |               |
| 1986                                                           | Nice                                     | ―  | ―  | ―  | —  |               |
| 1986                                                           | Sunrise Sunset                           | ―  | ―  | ―  | —  |               |
| 1986                                                           | Teach Me (There Is Something About Love) | ―  | ―  | ―  | —  |               |
| "—" indica non classificato o non presente in quel territorio. |                                          |    |    |    |    |               |

## Formazione
- Art Capehart - tromba
- Ted Cohen - chitarra
- Tony Middleton - chitarra
- Freddie Campbell - cantante
- Darryl Grant - cantante
- Alfonso Smith - cantante
- Terry Price - tastiera
- Doug Jones - sassofono
- Larry La Bes - basso
- Jimmy Lee - sassofono
- Erskine Williams - tastiera[6]